# Flyboard

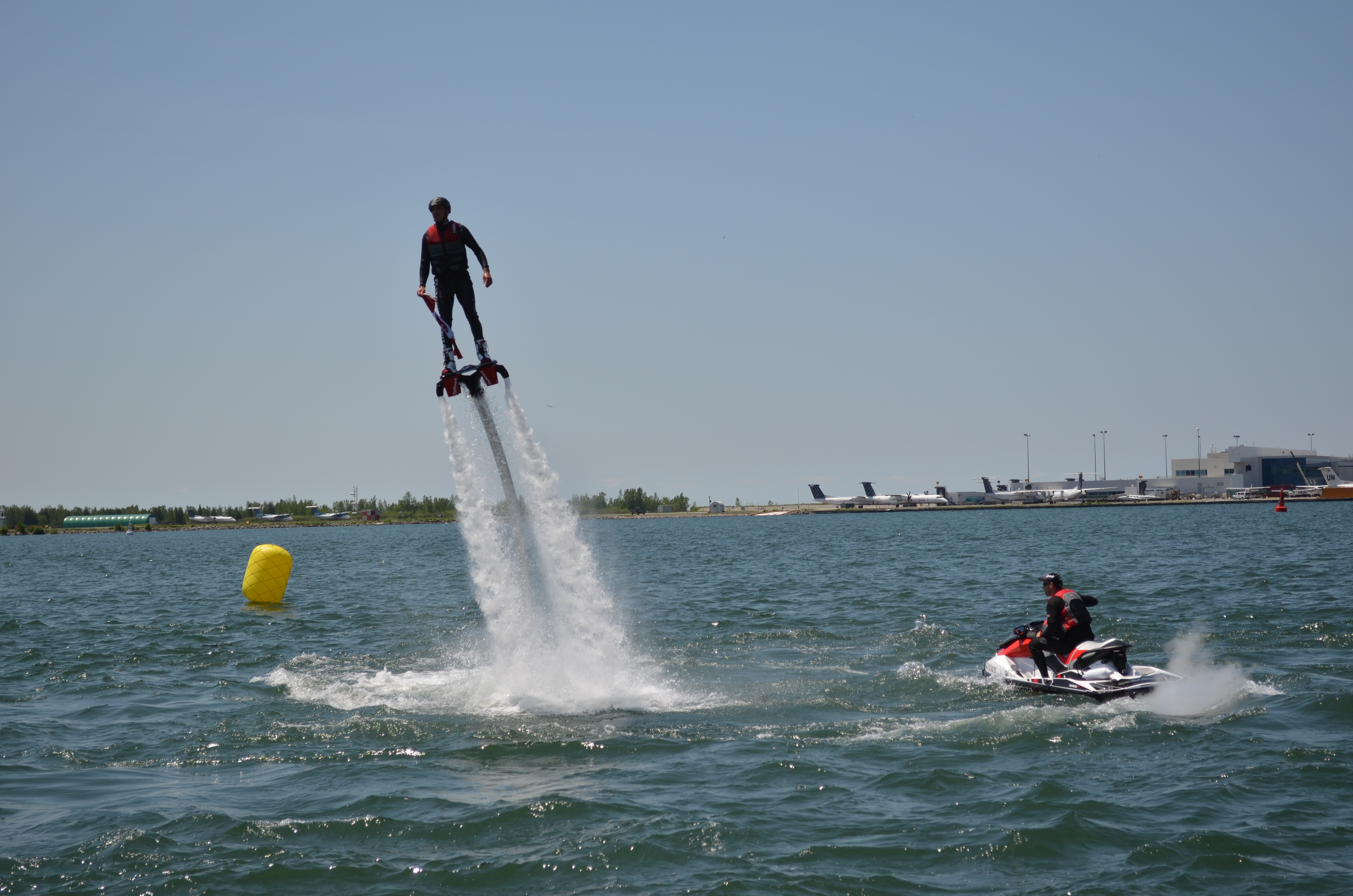
Flyboard

Als Flyboard wurde ursprünglich ein durch den Rückstoß eines Wasserstrahls angetriebenes Wassersportgerät bezeichnet, das dem darauf stehenden Benutzer gefesselte Schwebeflüge bis zu 9 Metern über der Wasseroberfläche ermöglichte. Die Antriebsenergie des Flyboards in Form von Druckwasser wurde ihm dabei über einen Schlauch zugeleitet, der mit der Impellerpumpe eines Jet-Skis verbunden war, dessen Wasserstrahlantrieb auf diese Weise die notwendige Druckwassermenge erzeugte. Die Bezeichnung Flyboard ist eine eingetragene Marke der Firma ZIPAIR.
Die Weiterentwicklung ist das Flyboard Air, das sich allein durch den Rückstoß mehrerer Düsentriebwerke in der Luft halten und damit völlig frei sowohl über Land wie Gewässern bewegen kann.

## Geschichte
Das Flyboard wurde im Frühjahr 2011 vom französischen Jetski-Fahrer Franky Zapata als Alternative zum Jetlev-Flyer entwickelt. Nachdem Zapatas Team zunächst verschiedene Prototypen entwickelt hatte, gelang ihm die Entwicklung eines Modells, mit dem man sich aus dem Wasser erheben und stabil in der Luft halten konnte. Das französische Patentamt Institut national de la propriété industrielle (INPI) gewährte Zapata ein Patent auf das Flyboard.
Während der Jetski-Weltmeisterschaften in China 2012 wurde das Gerät erstmals der Öffentlichkeit vorgestellt.
Die Weiterentwicklung von Zapata, das Flyboard Air, basiert auf fünf Düsentriebwerken, erlaubt den ungefesselten Start von festem Boden mit bis zu 100 kg Nutzlast (samt dem darauf angeschnallt stehenden Pilot), das am Ort verharrende Schweben, den Aufstieg auf 150 m Höhe und den Flug mit bis zu 140 km/h Horizontalgeschwindigkeit. Am 14. Juli 2019 führte Zapata als Pilot mit einer Gewehr-Attrappe in der linken Hand einen mehrere Minuten dauernden Flug in bis zu mehreren Dutzend Metern Höhe bei der Militärparade zum  Nationalfeiertag in Paris vor. Am 4. August 2019 überquerte Zapata schließlich mit einem ebensolchen Flyboard als erster Mensch fliegend, doch ohne Flugzeug, den Ärmelkanal.

## Technik
Das ca. 40 Kilogramm schwere Gerät besteht auf seiner Oberseite aus einer Standfläche mit einer Bindung ähnlich einer Wasserski- oder Snowboardbindung, in der die Füße des Benutzers in etwa körperweitem Abstand nebeneinander fixiert werden. Der Schlauchanschluss auf der Unterseite wird über einen langen Wasserschlauch mit einem Jetski verbunden. Nach dem Schlauchanschluss wird das Wasser in zwei Teilströme aufgeteilt und durch zwei U-förmige Kanäle um 180° umgelenkt. Etwas weiter außerhalb der Position der Füße tritt das Wasser durch die zwei Düsen aus und erzeugt den Schub, um den auf dem Gerät balancierenden Benutzer aus dem Wasser zu heben und ihn „fliegen“ zu lassen. Der Boarder steuert das Gerät durch die Fußneigung und je nach Variante auch durch kleinere Düsen an den Händen.
Es stehen zwei Versionen zur Verfügung. In der Anfängerversion bedient eine Person den Jetski und die zweite fliegt das Board. Durch die bessere Bewegungsfreiheit erlaubt sie das schnellere Erlernen der Handhabung. Die zweite Version wird nur von einer Person genutzt, die den Jetski über eine Fernsteuerung bedient und gleichzeitig selbst fliegt.

## Rahmenbedingungen
Da das Flyboard über einen Jetski angetrieben wird, kann es nur auf Gewässern genutzt werden, die für deren Gebrauch zugelassen sind. Für die Nutzung in Deutschland ist in jedem Fall ein Sportbootführerschein Binnen notwendig, da die Jetskis mehr als 15 PS Leistung besitzen.
Die Benutzung einer Rettungsweste und eines Wassersport-Helmes wird empfohlen.